# Nikolajs Dūze
Nikolajs Dūze, latvijski general, * 1891, † 1951.